# You Can Never Stop Me Loving You
You Can Never Stop Me Loving You („Du kannst mich niemals davon abhalten, dich zu lieben“) ist ein englischsprachiges Lied, das von Ian „Sammy“ Samwell und Jean Slater komponiert und getextet wurde. Die Originalaufnahme stammt von Kenny Lynch, im deutschsprachigen Raum wurden vor allem die Coverversionen von Johnny Tillotson (englisch) und Bernd Spier (deutsch als Das kannst du mir nicht verbieten) bekannt, die im Februar 1964 gemeinsam auf Platz eins der deutschen Hitparade notiert wurden.

## Entstehungsgeschichte und Rezeption
Die Originalaufnahme von Kenny Lynch wurde von Wally Ridley produziert und im Mai 1963 auf His Master’s Voice mit der Katalognummer POP 1165 veröffentlicht. Das Begleitorchester dirigierte Harry Robinson. Auf der B-Seite der Single ist der Song Crazy Crazes aus dem Musikfilm Just for Fun zu hören. Der Kritiker der Neuveröffentlichungen im New Record Mirror beurteilte die Single: „Die Neue von Kenny beginnt mit üppigen Streichinstrumenten, einem ruhigen Backbeat und viel guter Gesangsarbeit […] Ein guter Text zu einer hübschen Melodie mittleren Tempos […] Ein Hit, aber voraussichtlich nicht für die Top Twenty.“ Auch Peter Aldersley beurteilte den Song positiv: „Kenny Lynch kommt mit einer gefälligen, mittelschnellen Ballade […] und gibt ihr viel Wärme und Appeal zu einem ausgeprägten Beat-Background, der den Charme [des Stücks] noch verstärken sollte. Vielleicht nicht ganz so gut wie Kennys “Puff”, aber ein kleines bisschen ‚kommerzieller‘“.
Am 26. Juni 1963 stieg die Single in die britischen Charts ein und erreichte Mitte August mit Platz zehn ihre Höchstplatzierung. Insgesamt wurde You Can Never Stop Me Loving You zwölf Wochen in den Top 40 notiert und war damit die erfolgreichste Single des britischen Entertainers. Am 1. Juli 1963 nahm der US-amerikanische Sänger Johnny Tillotson bei Archie Bleyer eine Coverversion für Cadence Records auf, die in den USA Platz 18 in den Billboard Hot 100 erreichte.

## Das kannst du mir nicht verbieten

CBS Nr. 1239

Die von Bernd Spier gesungene deutsche Version mit einem Text von Hans Bradtke wurde im November 1963 unter dem Titel Das kannst du mir nicht verbieten vom deutschen Ableger des US-amerikanischen Medienkonzerns CBS unter der Katalognummer CBS 1239 auf den deutschen Markt gebracht. Auf der B-Seite der Vinyl-Single sang Spier den Titel Julia (Vor deiner Tür). Produzent von Bernd Spiers erster Plattenveröffentlichung bei CBS war Hans Bertram.
Die Version mit Bernd Spier kam am 1. Dezember 1963 erstmals in die deutsche Hitparade, wurde ab dem 1. Februar vier Wochen lang auf Platz eins notiert und blieb insgesamt 28 Wochen in den Charts, davon 20 Wochen in den Top Ten – gemeinsam mit der Version von Johnny Tillotson. Die Jugendzeitschrift Bravo setzte das Lied in ihrer Jahres-Musicbox 1964 auf den zweiten Platz.
In der Autorenzeile auf der Single wird für den Komponisten Ian Samwell fälschlich der Vorname Jon angegeben.

## Weitere Coverversionen
Ein Vierteljahr nach der Version von Bernd Spier veröffentlichte die Plattenfirma Electrola erfolglos ebenfalls den Titel Das kannst du mir nicht verbieten, gesungen von Michael Holm. Weitere Nachzieher gibt es im deutschsprachigen Raum von Ulli Martin, Michael Morgan und den Kastelruther Spatzen.
In Großbritannien wurde im Jahr 1963 eine weitere Version von You Can Never Stop Me Loving You von Ken Barrie unter dem Alias Les Carle veröffentlicht; Bill Austin produzierte eine Version für den nordamerikanischen Markt. Unter dem Originaltitel wurde er darüber hinaus in den Niederlanden in Versionen von René Frank und von Ruby Wah sowie in Norwegen von der Band The Beatnicks veröffentlicht. In Spanien gab es sowohl von den Blue Diamonds als auch von Los Sirex Veröffentlichungen unter dem Titel Que te deje de querer. Der Argentinier Leo Dan nahm seine Version unter dem Titel Nunca me impedirás amarte auf. In Italien sang Mimí Berté zur Melodie einen Text von Luigia Inelda Binacchi unter dem Titel I miei baci non puoi scordare. In Frankreich wurde die Coverversion mit einem Text von Jacques Plante als Tu ne peux m’empecher de t’aimer von Vic Laurens herausgegeben; die Kanadierin Margot Lefebvre veröffentlichte diese Version auf einer Langspielplatte. In Belgien hieß die flämische Version von Eric Pelsen Echde liefde.
1987 gab es eine Coverversion der nordirischen Sängerin Rose Marie, die Kenny Lynch produzierte und auf der er eine der Begleitstimmen sang.